# Gerdt von Bassewitz
Gerdt Bernhard von Bassewitz (* 4. Januar 1878 in Allewind, Königreich Württemberg; † 6. Februar 1923 in Berlin) war ein deutscher Schriftsteller und Schauspieler.

## Leben
Er entstammte dem Hohenluckower Zweig der mecklenburgischen Linie des mecklenburgischen Uradelsgeschlecht von Bassewitz. Sein Vater Eberhard von Bassewitz, ein aktiver Offizier bei den Dragonern, hatte das Gut Allewind bei Hermaringen gepachtet. Die Mutter war eine geborene Thedens aus Husum; der Vater lernte sie bei einem Besuch von Johann Christoph Blumhardt in Bad Boll kennen. Bald nach der Heirat übernahm der Vater das Familiengut Liebenow in der Neumark, das er zwei Jahre später verkaufte. Um den Unterhalt der Familie zu sichern, nahm der Vater eine Stelle als Forstkassenrendant im benachbarten Hohenwalde an. Das Paar hatte neben Gerdt noch vier Töchter.
Ab dem neunten Lebensjahr besuchte Gerdt von Bassewitz das Alumnat der Herrnhuter Brüdergemeine in Niesky bei Görlitz. Zwei Jahre später ging er nach Putbus auf Rügen, wo er eine Freistelle am Fürstlichen Pädagogium erhalten hatte und blieb dort bis 1898. Anschließend trat er als Avantageur in Cottbus der Preußischen Armee bei. Nach dem Besuch der Kriegsschule in Metz wurde er am 17. Oktober 1899 zum Offizier befördert. Wegen einer Herzerkrankung wurde er 1901 als Kommandeur zur Zuchthauswache nach Sonnenburg (Neumark) versetzt, dann 1902 zum Bezirkskommando II nach Berlin. Schließlich wurde er wegen seines Gesundheitszustandes bis 1903 beurlaubt und anschließend pensioniert.
Später wurde er Schauspieler, kam anschließend in den Jahren 1908–1911 auf Ruf von Max Martersteig als Direktionsassistent an das Kölner Stadttheater und war zuletzt als freier Schriftsteller in Berlin tätig.

Sein bekanntestes Werk ist Peterchens Mondfahrt, das am 7. Dezember 1912 im Stadttheater Leipzig mit großem Erfolg uraufgeführt wurde. An einem Februartag des Jahres 1923 las er aus diesem Werk in der Villa Siemens am Wannsee, dann verließ er eilig die Veranstaltung und tötete sich selbst. Sein Schaffen umfasst mehrere Dramen; dennoch blieb er zu seinen Lebzeiten weitgehend unbekannt.

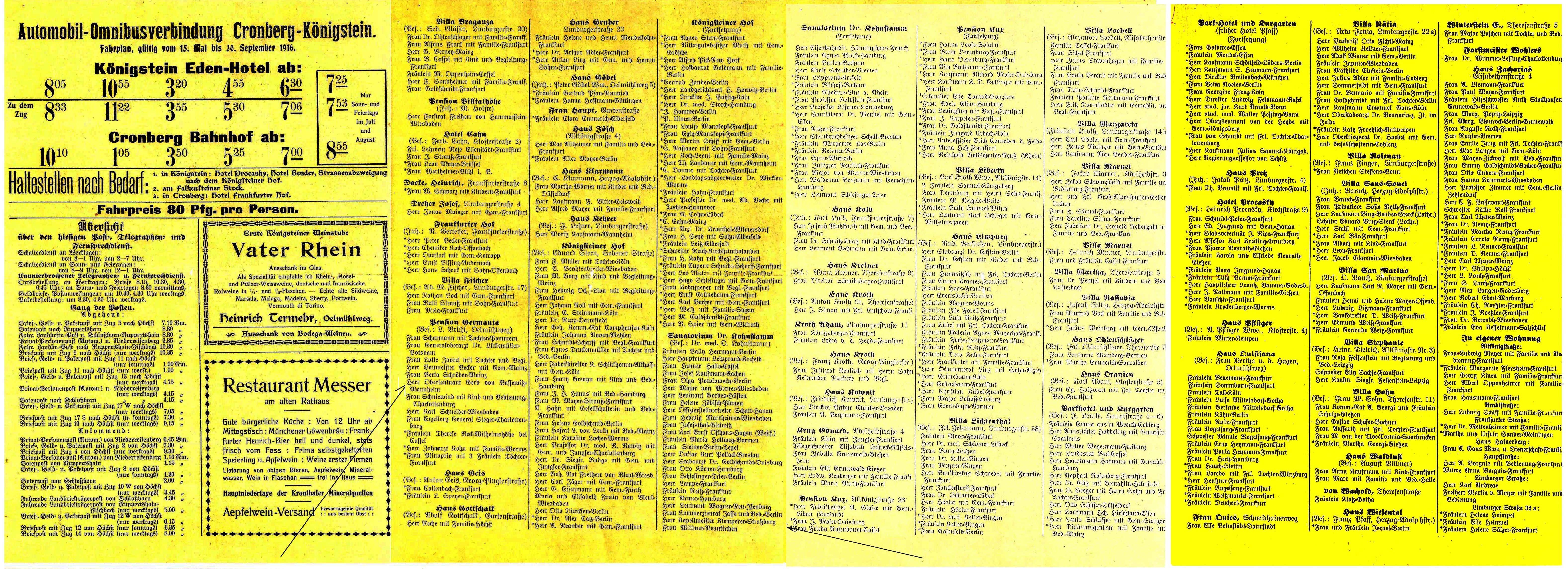
Gästeliste 1916 – mit G. von Bassewitz und Otto Klemperer (siehe Pfeilmarkierungen)

Mündliche Überlieferungen aus zweiter oder dritter Hand behaupten, Peterchens Mondfahrt sei 1911 während einer Kur in Königstein im Taunus entstanden und Bassewitz habe die Kinder des örtlichen Sanatoriumsbetreibers Oskar Kohnstamm als Vorbild für die Protagonisten des Märchens benutzt. Das Märchen wurde auch zweimal verfilmt, siehe hierzu Peterchens Mondfahrt (1959) und Peterchens Mondfahrt (1990). Im April 2012 kam die Bildergeschichte Pips der Pilz – Ein Wald- und Weihnachtsmärchen mit Illustrationen von Hans Baluschek neu heraus.

In einer Biografie über den Komponisten und Dirigenten Otto Klemperer, der auf den späteren Autor des Kinderbuches im Jahr 1911 im Sanatorium Dr. Kohnstamm traf, heißt es: 

„Er […] lernt einen seltsamen mecklenburgischen Adligen kennen, Gerdt von Bessewitz-Hohenluckow, der einmal Leutnant der preußischen Landwehr gewesen ist, sich aber zum Entsetzen seines Clans der Literatur zugewandt hat. In Königstein schreibt er ein Märchen für zwei der vier Kohnstamm-Kinder, Peter und Anneliese, drei und elf Jahre alt, dem er den Titel Peterchens Mondfahrt gibt.“

Er wurde auf dem Friedhof Nikolassee in Berlin beerdigt. Das Grab wurde 1957 eingeebnet.

## Zeitzeugen
Peter Kohnstamm schilderte den Dichter folgendermaßen: „… er war in Uniform, ein stattlicher schöner Mann, der mich an den Sänger (Herrn Brinkmann) erinnerte, der während meiner Schulzeit an der Frankfurter Oper den Grafen Almaviva sang. Das ist alles, was ich weiss …“
Franz Kafka beschreibt von Bassewitz am 29. Juni 1912 in Leipzig als „… Verfasser von Judas, groß, nervös, trockenes Gesicht, Spiel in der Taille, gut behandelter starker Körper. […] Alle drei [Anm.: Gerdt von Bassewitz, Walter Hasenclever und Ernst Rowohlt] schwenken Stöcke und Arme.“

## Werke
Verzeichnis der Werke vom Autor selbst angegeben:
- Worte zu dir. Naturphilosophische Essays, verlegt bei Eugen Diederichs, Jena 1907.
- Schahrazade. Schauspiel in drei Aufzügen, verlegt bei Ernst Rowohlt, Kurt Wolff, Leipzig 1911.
- Schahrazade. Oper in drei Aufzügen, Dichtung von Gerdt von Bassewitz, Musik von Bernhard Sekles, Textbuch, Drei Masken Verlag GmbH Berlin/München 1917[16][17]
- Judas. Eine Tragödie in vier Aufzügen, verlegt bei Ernst Rowohlt, Kurt Wolff, Leipzig 1911.
- Peterchens Mondfahrt. Ein Märchenspiel in vier Bildern, verlegt bei Ernst Rowohlt, Kurt Wolff, Leipzig 1912.
- Peterchens Mondfahrt. Ein Märchenbilderbuch, verlegt in der Verlagsanstalt für Literatur und Kunst, Hermann Klemm, Berlin-Grunewald 1916
- Pips der Pilz. Ein Märchenspiel in fünf Bildern für große und kleine Leute, Kurt Wolff Verlag, Leipzig 1916[18]
- Die Sunamitin. Ein Drama in einem Vorspiel und drei Aufzügen, verlegt bei Ernst Rowohlt, Kurt Wolff, Leipzig 1912.